# Susedgradsko-stubičko vlastelinstvo
Susedgradsko-stubičko vlastelinstvo bilo je srednjovjekovno vlastelinstvo na području današnjih Zagrebačke županije, Grada Zagreba i Krapinsko-zagorske županije koje je nastalo u 14. stoljeću.

## Granice vlastelinstva
Granice vlastelinstva bile su na zapadu od utoka rijeke Sutle u Savu, jednim dijelom tokom Save, nakon čega su se preko desne obale Save spuštale do Strmca Samoborskog, Novaka i Rakitja koje je obuhvaćalo. Granica se nadalje protezala preko ušća potoka Vrapčaka u Savu, odakle je nastavljala preko obronaka Medvednice do Poljanice Bistranske. Odatle se protezala preko Gornje Stubice do Bedekovčine. Sjeverna granica vlastelinstva protezala se od Krapine do Luke, pa nadalje sjeverozapadno prema Merenju i Oplazniku ponovo do rijeke Sutle. Vlastelinstvo se razvijalo oko 2 glavna središta; utvrde Susedgrad i dvorca Donje Stubice. Zbog odličnog položaja susedgradske utvrde, odande se je lako nadzirala dolina rijeke Save kao i komunikacija od Ljubljane prema Sisku. Nedaleko od Podsuseda nalazio se most preko Save i mitnica gdje su lokalni gospodari naplaćivali brodarinu i kontrolirali robu koja je ulazila na vlastelinstvo.

## Povijest
Vlastelinstvo je nastalo nakon što su posjedi u vlasništvu roda Aka podjeljeni 1340. i 1342. na dva dijela. Prvi, manji dio koji je obuhvaćao gornjostubički dio pripao je tzv. gornjostubičkoj grani iste obitelji, dok je drugi veći dio pripao susedgradsko-stubičkoj grani koja se je ubrzo počela nazivati Tot Susedgradski. Ista je obitelj 1345. godine od vladara povratila utvrdu Susedgrad, nakon čega su od svoje obitelji godinu dana kasnije dobili Slani Potok i Donju Stubicu. Ubrzo su osvojili i posjed imena Zakrapina kojeg je činilo područje između rijeka Krapine i Sutle čime je vlastelinstvo dobilo svoj konačni oblik. Početkom 16. stoljeća, vlastelinstvo je bilo jedno od najvećih u sjeverozapadnoj Hrvatskoj. Do 1560-tih imalo je oko 1400 stanovnika. Tijekom vremena razni plemići izmjenjivali su se su se kao vlasnici. 1573. godine na vlastelinstvu je izbila velika Seljačka buna pod vodstvom Matije Gubca koja je potom ugušena.
Diobom susedgradsko-stubičkog vlastelinstva 1574. godine počinje proces raspada i usitnjavanja na samostalne posjede. U narednom periodu, vlastelinstvo se raspalo na preko 20 plemićkih kurija koje su postale potpuno samostalna gospodarstva.